# Makrocyclische Verbindungen

Narbomycin, ein als Antibiotikum eingesetztes makrocyclisches Molekül

Als Makrocyclische Verbindungen (kurz: Makrocyclen, Einzahl: Makrocyclus) bezeichnet man in der Chemie Verbindungen, deren Atome so angeordnet sind, dass sie einen großen Ring bilden.
Von den cyclischen Verbindungen unterscheiden sie sich durch die Anzahl der ringbildenden Atome, also die Größe des Ringes. Eine exakte Definition, ab wann ein Ring als Makrocyclus gilt, existiert nicht. Im Laboralltag werden damit Moleküle mit Ringgrößen ab ca. acht Atomen bezeichnet.
Unabhängig von der Zuordnung zu den makrocyclischen Verbindungen können im gleichen Molekül auch noch kleine Ringe vorhanden sein.

## Synthese von makrocyclischen Verbindungen
Die gezielte Synthese von Makrocyclen stellt oft eine Herausforderung dar, da die intramolekulare Ringschlussreaktion immer mit einer intermolekularen Kupplungsreaktion konkurriert. Hilfreich für eine Erhöhung der Ausbeute des makrocyclischen Moleküls kann die Anwendung des Ziegler-Ruggli-Verdünnungsprinzips sein.

## Eigenschaften

[[18-Krone-6|[18]Krone-6]], ein Kronenether

Große ringförmige Moleküle weisen im Gegensatz zu kleinen Ringen praktisch keine Ringspannung auf. Sie können leicht vielfältige Konformationen einnehmen, da zumindest die Einfachbindungen im Ring zwar eingeschränkt, aber mit steigender Ringgröße immer leichter drehbar sind.
Besitzen einzelne Ringatome Donor-Eigenschaften, so können die Makrocyclen auch als Chelatliganden fungieren – ein Beispiel hierfür sind die zur Maskierung von Anionen eingesetzten Kronenether.
Besondere Bedeutung kommt den Makrocyclen im Bereich der Supramolekularen Chemie zu, da diese Verbindungen dort eingesetzt werden, um beispielsweise kettenförmige (Catenane) oder hantelförmige (Rotaxane) Assoziate zu synthetisieren.

## Vorkommen
Makrocyclische Verbindungen kommen in der belebten Natur beispielsweise in Form von Cyclodextrinen oder Cyclopeptiden vor. Auch anorganische Verbindungen liegen teilweise in großen Ringen vor, exemplarisch hierfür sind die verschiedenen ringförmigen Modifikationen des Schwefels wie etwa Cyclooctaschwefel.
Einzelne Makrocyclen wie beispielsweise Narbomycin weisen antibiotische Eigenschaften auf und finden daher Verwendung als Arzneistoff.